# Râul Izvorul Războiului
Râul Izvorul Războiului este curs de apă afluent al râului Pripor. 

## Hărți
- Harta Munții Buzăului [nefuncțională – arhivă]